# Ferdinand (bande dessinée)

Ferdinand est une bande dessinée humoristique créée en 1937 par Mik, pseudonyme du dessinateur danois Henning Dahl Mikkelsen. Son personnage principal, Ferdinand (en danois, Ferd'nand), est affublé d'un curieux chapeau jaune en forme de cône arrondi.

## Les dessinateurs successifs
La série connut rapidement le succès, tant au Danemark qu'à l'étranger. Sa diffusion est assurée depuis toujours par la société copenhagoise "Presse-Illustrations-Bureau" (PIB). Après la mort de Mik, en 1982, elle fut poursuivie par Al Plastino, auquel a succédé en 1989 son dessinateur actuel, Henrik Rehr.

## Unebande dessinée muette
La série s'est longtemps caractérisée par l'absence de tout phylactère ou autre forme de texte, exception faite de quelques signes de ponctuation de diverses grandeurs (points d'exclamation, points d'interrogation), plus les séries de "z" pour symboliser le sommeil et le ronflement. Dans les épisodes plus récents, on relève toutefois l'apparition sporadique de quelques onomatopées universellement utilisées pour rendre certains bruits ("crash", "pop", "sniff").

## L'univers de Ferdinand
Outre le jovial Ferdinand, la bande dessinée met régulièrement en scène sa femme et son fils d'une dizaine d'années, qui est la réplique miniature de son père, jusque dans son insolite chapeau conique.
Bon nombre d'épisodes dépeignent des tranches de vie quotidienne, avec les petites chamailleries entre époux qui émaillent leur mariage, qui semble avoir une quinzaine d'années. Ferdinand jette parfois un œil sur d'autres femmes – pour ne s'en attirer généralement qu'un regard courroucé.
Certaines de ces courtes histoires tournent autour des gamineries de son fils; d'autres montrent Ferdinand tantôt dans ses activités de loisir, tantôt sur son lieu de travail, au bureau ou dans d'autres situations professionnelles, car il change allègrement de métier, suivant les besoins des gags.